# Templete
Templete é uma palavra espanhola para designar uma pequena estrutura em forma de templo, normalmente para albergar algum objecto. Geralmente, albergavam elementos religiosos ou funerários, tais como ícones, imagens ou relíquias. Com esta função, designam-se em português por memoriais, relicários, pavilhões ou quiosques. Outras vezes, eram erguidos apenas pelo seu efeito decorativo em jardins ou parques. Com esta função, foram uma moda dos séculos XVIII e XIX entre proprietários ricos excêntricos e podiam ser falsas ruínas medievais, templos clássicos ou torres góticas.